# Estela de Zakkur
La Estela de Zakkur (o Zakir) es una estela erigida por Zakkur, rey de Hamath y Luhuti (o Lu'aš), ciudades de la región de Nuhašše (actual territorio de Siria), quien gobernó alrededor del año 785 a. C. En ella, este rey rinde homenaje a dos antiguas deidades semíticas por la victoria conseguida contra una coalición de reinos vecinos. 

## Descubrimiento
La estela fue descubierta en 1903 por el arqueólogo y diplomático francés Henri Pognon en la localidad de Tell Afis (mencionada en la estela como Hazrach), a 45 km al sudeste de Alepo, en el territorio del antiguo reino de Hamath; siendo el hallazgo publicado en 1907.

## Descripción
Se trata de una estela de basalto de la cual se ha perdido casi la totalidad de la figura humana que se encontraba sobre ella, conservándose sólo sus pies hasta los tobillos y la parte inferior de su túnica. También se conserva gran parte del texto en arameo antiguo y escritura cuneiforme con la excepción de una sección de unas treinta líneas que también se encuentra perdida.

### Texto
El texto, en el que Zakkur narra las vicisitudes padecidas al momento de enfrentar una coalición de reyes arameos, se encuentra esculpido en la piedra en tres partes (los números entre paréntesis indican por aproximación el registro correspondiente):

Primera parte
(1) El monumento de Zakkur, rey de Hamath y (2) Luhuti, por voluntad de Il-Uer... Yo soy Zakkur, (3) rey de Hamath y Luhuti. Soy hombre de Anah y (4) Baalshamin... a mi y se paró a mi lado, y (5) Baalshamin me hizo rey sobre Hadrach. Luego Bar- (6) Hadad, hijo de Hazael, rey de Aram, unió en mi contra (7) a diecisiete reyes: Bar-Hadad y su ejército, Bar-Gush (8) y su ejército, el rey de Que y su ejército, el rey de (9) 'Amuq y su ejército, el rey de Gurgum y su ejército, (10) el rey de Sam'al y su ejército, el rey de Melid y (11) su ejército... diecisiete, ellos y sus ejércitos. (12) Todos esto reyes le pusieron sitio a Hadrach. Levantaron un (13) muro más alto que la muralla de Hadrach, cavaron un (14) foso más profundo que su foso. Entonces levanté mis manos (15) en oración a Baalshamin, y Baalshamin (16) me respondió. Baalshamin... a través de profetas (17) y adivinadores... Baalshamin me dijo, "¡No tengas (18) miedo! Dado que te hice rey, permaneceré a tu lado. Te salvaré de todos estos reyes que te han (19) sitiado". También me dijo, "todos (20) estos reyes que te han puesto sitio y este muro..."
Segunda parte
... Hadrach... para áurigas y jinetes (21)... su rey en medio... Yo construí Hadrach y (22) le agregué todo a su alrededor... y erigí (23)... estas defensas en cada lado, levanté santuarios (24) en cada lugar, construí... Apish y... (25) la casa y levanté este monumento ante Iluer (26) y escribí sobre ellos mis logros. En el futuro (27) quienquiera remueva éstas de este monumento que Zakkur (28) rey de Hamath y Luhuti ha alcanzado y (29) quienquiera remueva este monumento de Iluer (30) y lo quite de su lugar o lo destruya (31) que Baalshamin e Iluer y (32) Shamash y Shahar... y los dioses del cielo (33) y los dioses de la tierra y Baal...
Última parte
... en el nombre de Zakkur y de...

## Análisis hechos de la inscripción
El Bar-Hadad mencionado en la inscripción podría haber sido Bar-Hadad II o Ben-Hadad III, este último hijo de Hazael.
Dos dioses son mencionados en la inscripción, Baalshamin e Iluer. Iluer era el dios personal del rey Zakkur, mientras Baalshamin era el dios de la ciudad. Se cree que Iluer representa al antiguo dios Mer o Uer que databa del tercer milenio a. C.
Esta inscripción representa la más temprana evidencia aramea del dios Baalshamin (o Ba'alsamayin).